# Museu das Invenções
O Museu das Invenções é um museu brasileiro, conhecido como Inventolândia, localizado no bairro de Perdizes, na Zona Oeste de São Paulo.
Criado por iniciativa da Associação Nacional dos Inventores, foi inaugurado em 1996 pelo presidente da instituição, Carlos Mazzei, e tem como objetivo mostrar aos estudantes o quanto a ciência pode ser divertida. O museu, atualmente, recebe mais de 2 mil visitantes por mês.
Reúne um acervo com mais de 500 invenções diferentes, todas patenteadas, como um piano dobrável, uma máquina de gelar garrafas em sete segundos, um controlador e monitorador de consumo de água, um pente para careca, uma churrasqueira descartável, uma caixa de pizza que se transforma em um brinquedo, um martelo com abertura para não martelar o dedo, cadeira que vira tábua de passar roupa, boné para tirar cisco do olho e o famoso escorredor de arroz. Muitas escolas procuram o Museu por conta de ser algo motivador para as crianças.
Todas as obras que chegam no Museu são avaliadas com muito critério e fundamentos. Anualmente, uma media de 360 invenções são criadas por ano, porem apenas 10% são consideradas.
Todas as obras disponíveis no Museu Contemporâneo das Invenções estão disponíveis para a negociação com empresas e empresários que estão determinados a investir em novos projetos inovadores.

## Associação Nacional dos Inventores (ANI)
A Associação Nacional dos Inventores foi fundada em 1992 na qual tem como objetivo proporcionar apoio a novos projetos criados ainda não divulgados e concretizados. Ela presta apoio aos inventores e empresários seguindo a legislação na documentação com as marcas, patentes, direitos autorais e registros.
A ANI tem um portfólio de 400 protótipos singulares e inéditos que estão disponíveis para aqueles que gostariam de investir em inovações.
A Associação Nacional dos Inventores oferece uma consultoria para quem quer patentear suas produtos e consegue convencer que seu produto irá ser promissor, para isso eles contam com 20 profissionais para ajudar no processo, entre esses profissionais estão advogados, profissionais para buscar parceiros, profissionais que elaboram planos de negócios e de publicidade.
Todo o processo de patenteação de um produto é bem minucioso, e quem concebe isso é o Instituto Nacional da Propriedade Intelectual (INPI).
A ANI também está presente nos corredores do evento organizado pelo Sebrae-SP, onde seu estante é bem visionado. 

## Carlos Mazzei
Carlos Mazzei é presidente e fundador da ANI. Antes de fundar a ANI, ele foi agente de propriedade industrial, devidamente credenciado pelo Instituto Nacional da Propriedade Industrial (INPI), um órgão autônomo federal vinculado ao Ministério do Desenvolvimento. Pelo seu trabalho neste instituto, ele foi capaz de introduzir diversas inovações tecnológicas no Brasil, a partir das várias invenções que ajudou a lançar Mazzei fundou o Museu de Invenções, o único da América Latina.
Quando começou com a ideia do museu Carlos Mazzei fez uma parceria com o apresentador Amaury Jr. em um quadro semanal denominado “Flash Ideia” no canal de televisão Band. Esse programa ajudou na divulgação do trabalho e na fundação da ANI. Após o programa “Flash Ideia” Carlos Mazzei começou outro programa denominado “Ideias e Invenções”, que está no ar há mais de dez anos, no canal Bandeirantes e na TV Aberta.

Galeria de fotos
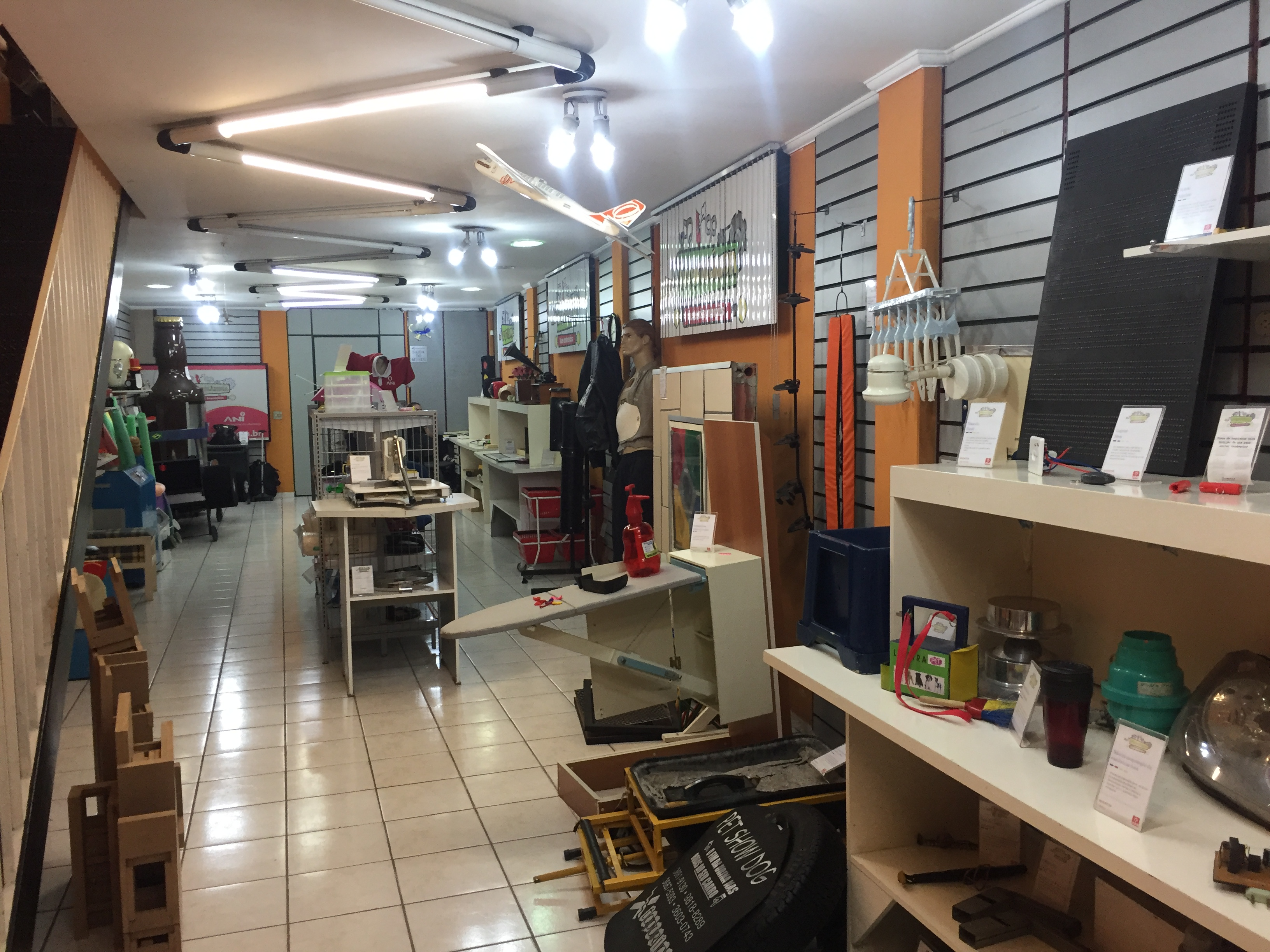
Corredor do Museu
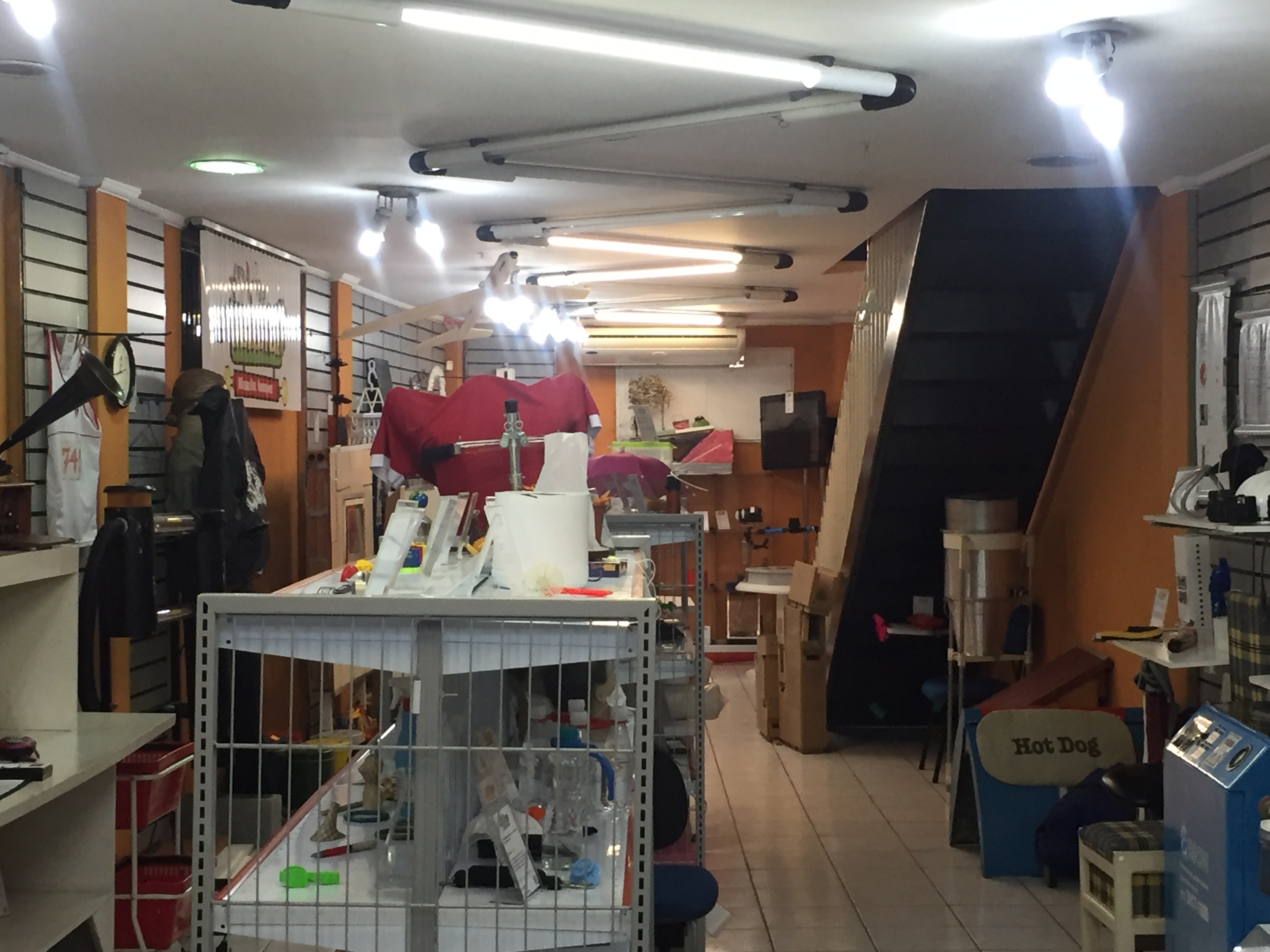
Espaço onde as invenções são colocadas
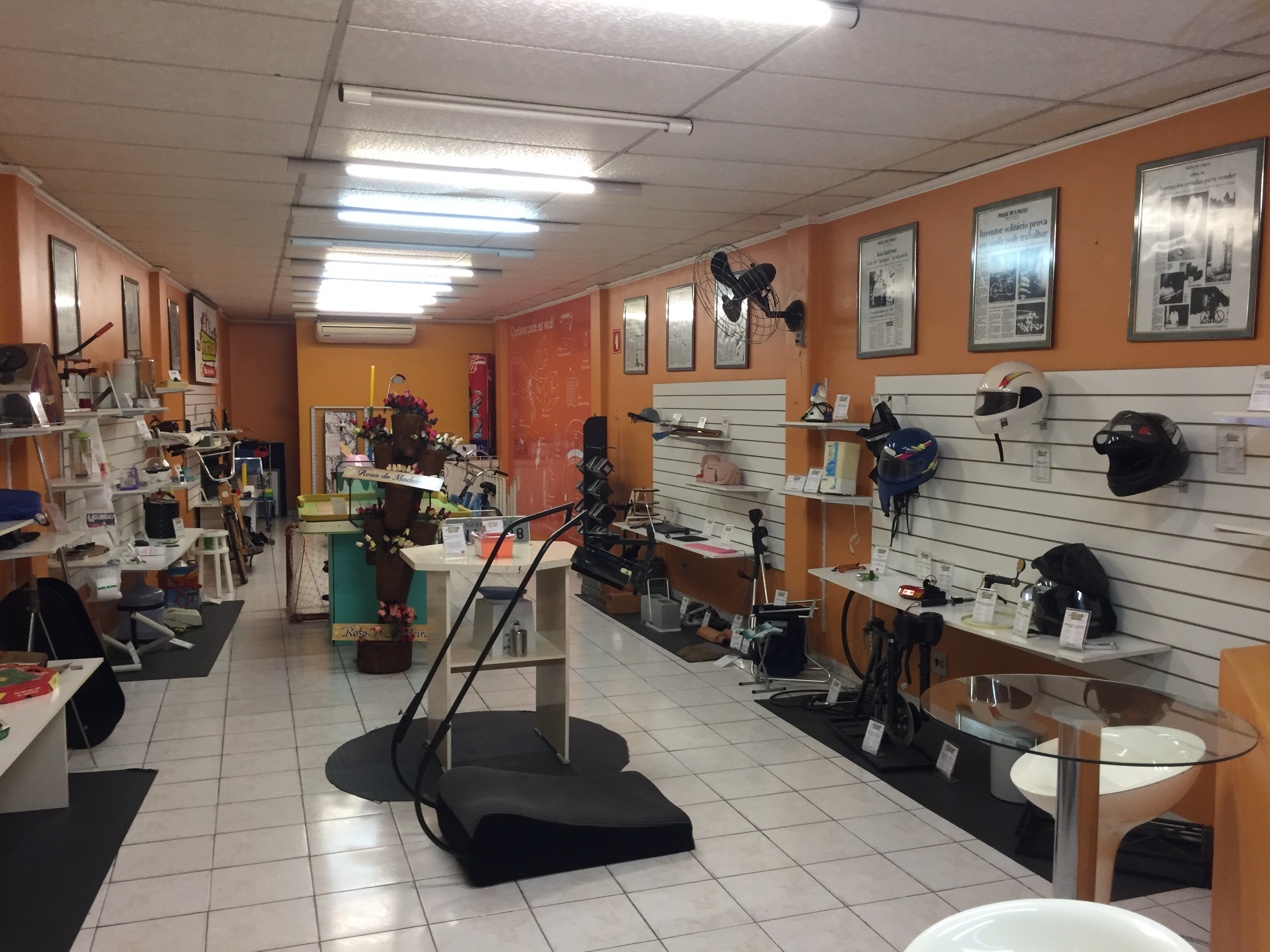
Invenções
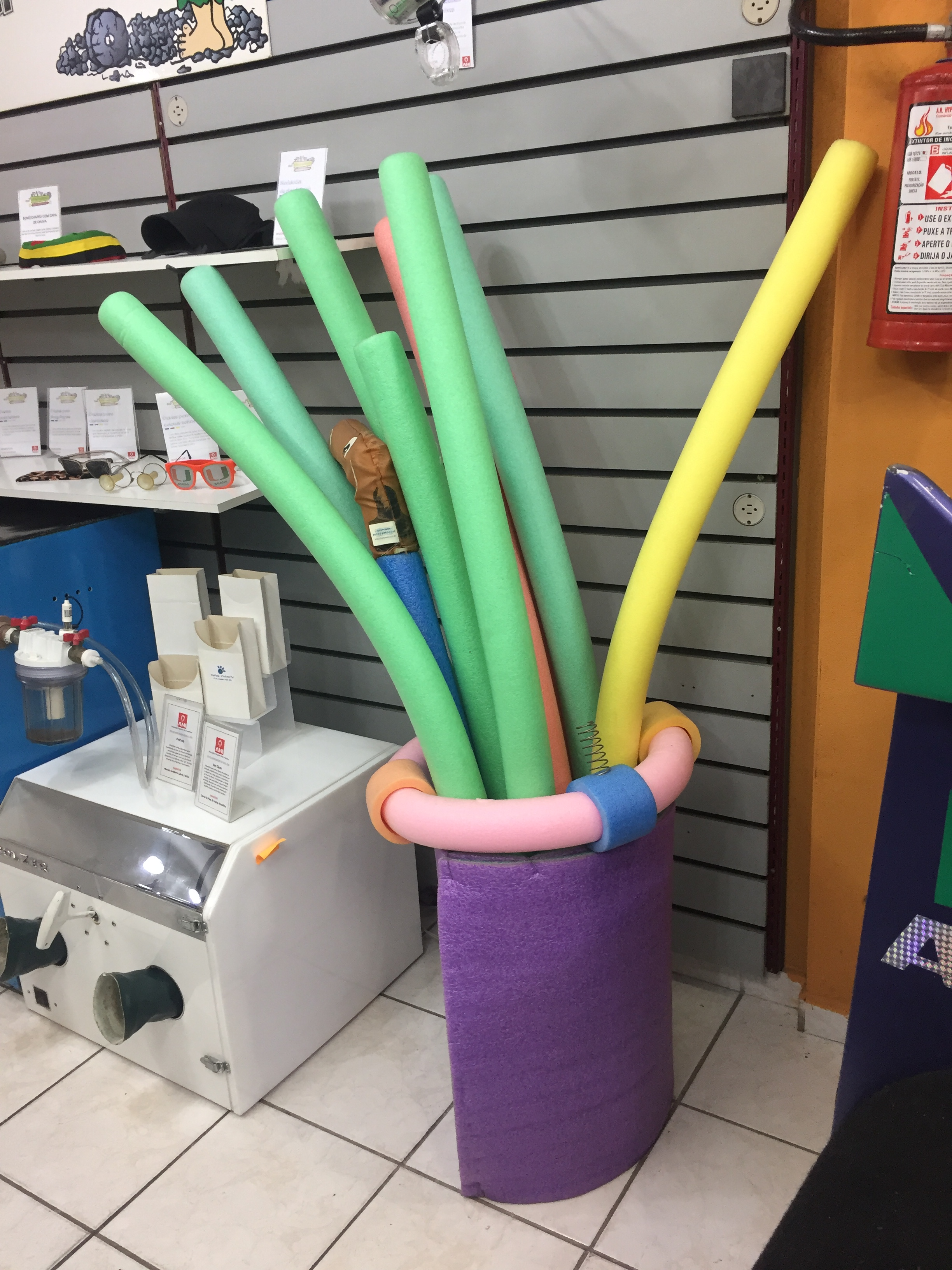
Invenção patenteada no próprio museu
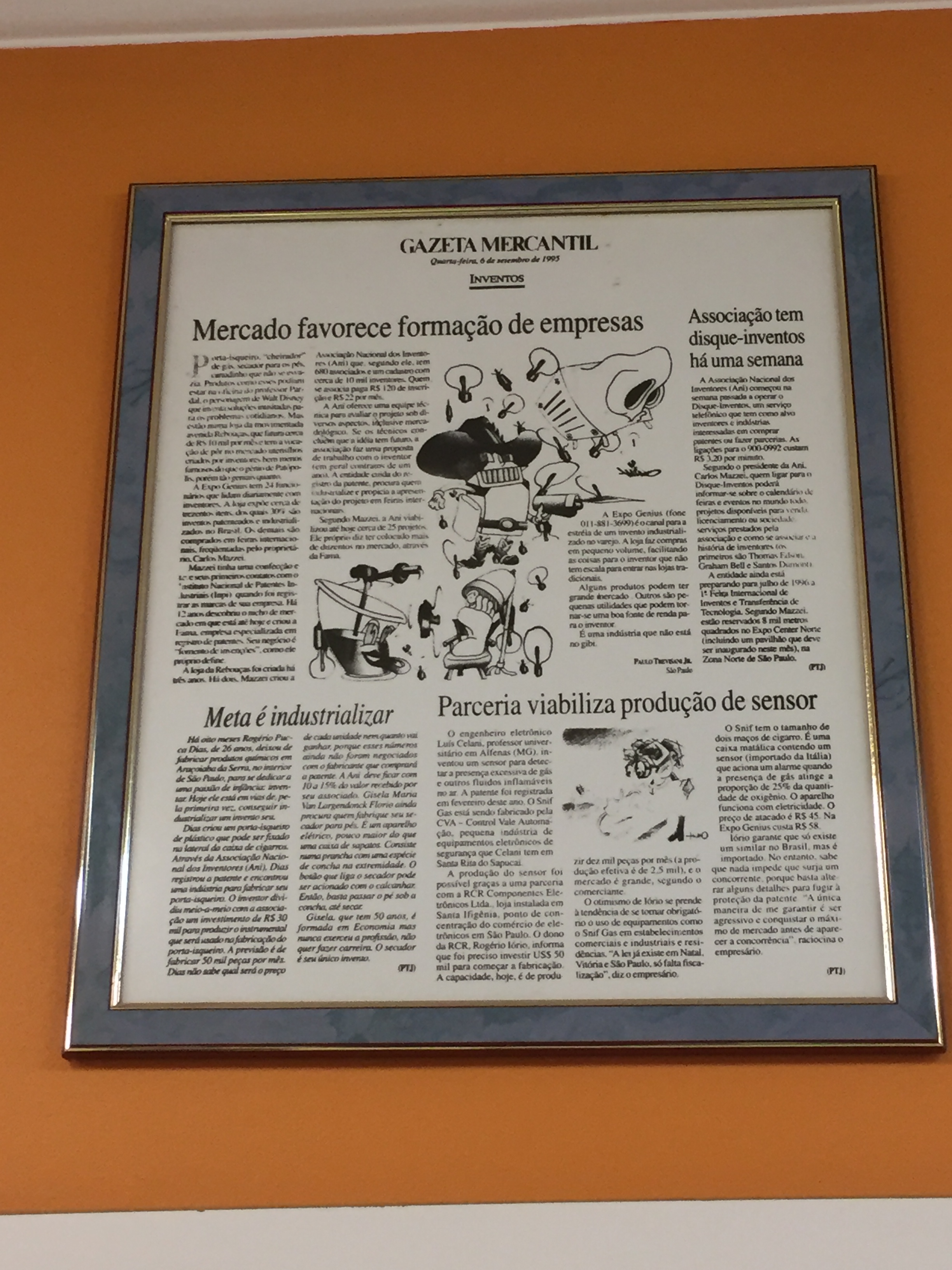
Matéria sobre o museu